# Maria Candelaria
Maria Candelaria (hiszp. María Candelaria) – meksykański melodramat z 1944 roku w reżyserii Emilio Fernándeza.
Obraz w pozytywnym świetle przedstawiał rdzennych mieszkańców Meksyku, obdarzonych poczuciem godności i niewinnością. Wraz z kilkoma innymi prezentowanymi tytułami film zdobył kolektywną Wielką Nagrodę Festiwalu (odpowiednik późniejszej Złotej Palmy) na 1. MFF w Cannes. Wyróżniono także zdjęcia autorstwa Gabriela Figueroi.

## Fabuła
Tytułowa bohaterka, María Candelaria, to młoda i piękna mieszkanka Xochimilco, wywodząca się z rdzennej ludności miasteczka. Mieszkańcy nieustannie ją prześladują ze względu na to, że jest córką prostytutki. Uczciwa i pracowita María wraz ze swoim wybrankiem Lorenzo Rafaelem muszą wciąż stawiać czoła wykluczeniu i groźbom ze strony miejscowej ludności aż do tragicznego finału.

## Obsada
- Dolores del Río – María Candelaria
- Pedro Armendáriz – Lorenzo Rafael
- Alberto Galán – malarz
- Margarita Cortés – Lupe
- Miguel Inclán – don Damián
- Beatriz Ramos – dziennikarka
- Rafael Icardo – ksiądz
- Julio Ahuet – José Alfonso
- Lupe Inclán – plotkara
- Salvador Quiroz – sędzia
- Nieves – modelka
- Elda Loza – modelka
- Lupe Garnica – modelka
- Arturo Soto Rangel – lekarz
- David Valle González – sekretarz sądowy
- José Torvay – policjant
- Enrique Zambrano – lekarz[3]

## Produkcja
Zdjęcia kręcono w Xochimilco, dzielnicy miasta Meksyk, która znalazła się w oryginalnym podtytule filmu.